# Fjällräv
Fjällräv (Vulpes lagopus) är en art i familjen hunddjur som förekommer i Arktis och angränsande områden.

## Taxonomi
Fjällräven placerades tidigare i det egna släktet Alopex (Kaup, 1829), men placeras idag i släktet Vulpes, tillsammans med bland annat rödräven. Fjällräven kallas också för polarräv.
Det gamla släktnamnet Alopex är det grekiska ordet för räv. Artepitetet är bildat av de grekiska orden lagos (hare) och pous (fot).

## Utseende

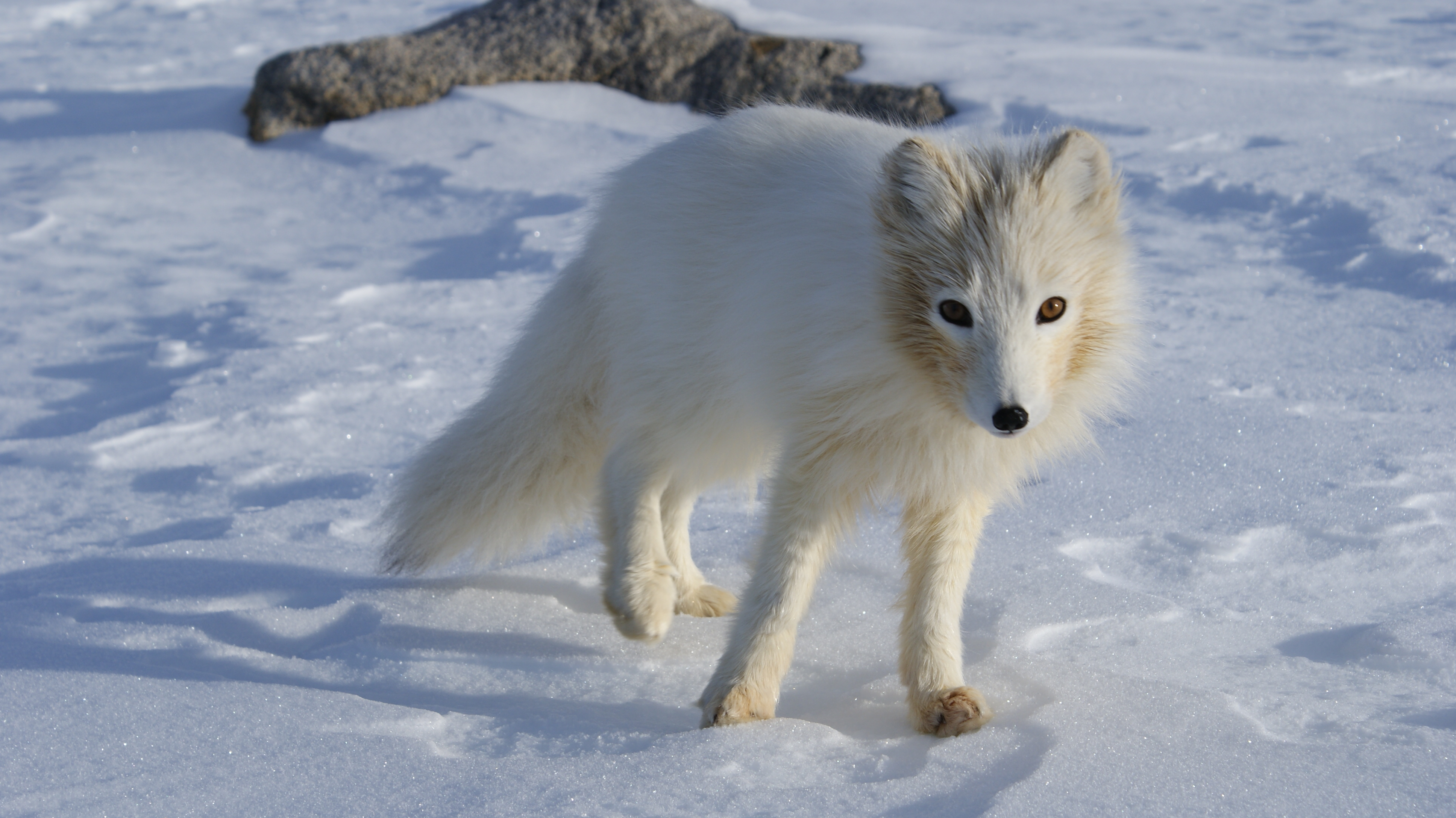
Fjällräv i vinterpäls.

Fjällräven har en kroppslängd som mäter 50–85 cm och en svans på 28–55 cm. Dess mankhöjd är 28 cm och den väger 3–8 kg. Öron, nos, ben och svans är kortare än hos rödräv, och vinterpälsen är tjockare. Fjällräv förekommer i åtminstone två färgvarianter. Den ena är sommartid brungrå på huvud, rygg och benens utsidor, medan kroppssida, buk, benens insidor och det mesta av svansen är gråaktigt vit. Vinterpälsen är helvit. Den andra färgtypen är ljusgrå eller stålblå, och är även känd som blåräv. Den vita färgtypen är recessiv. En tredje, sällsynt färgform har observerats, där individerna är blekgula, mer eller mindre sandfärgade. Fjällräven har en mycket isolerande päls och klarar ner mot 70 minusgrader. Även trampdynorna är håriga för att skydda mot kylan och för en lättare framkomlighet på is och snö.

## Utbredning
Fjällräven lever på tundra och förekommer cirkumpolärt i arktiska Skandinavien, Sibirien, Kanada, Alaska och på Grönland, Svalbard och andra arktiska öar. Några djur besöker även isflak i Norra ishavet och når ibland Nordpolen. I Skandinavien förekommer den främst i fjällvärlden, men speciellt ungdjuren kan under näringssök vandra över långa avstånd, upp till 1 000 km har konstaterats.

## Levnadssätt
Under vintern jagar fjällräven vanligen ensam och varje exemplar har ett revir som är cirka 20 km² stort. Vid jakten använder arten sin väl utvecklade hörsel för att hitta bytesdjur under snötäcket. Vid behov kan den nå en hastighet av 48 km/h på is eller snö.

### Föda
Fjällräven äter främst smågnagare, speciellt lämlar. I områden med regelbunden tillgång på fjällämmel är fjällräven i hög grad beroende av tillgången på denna. Fjällräven äter också växter, bär, insekter och as. Den livnär sig ofta på kadaver som större rovdjur lämnat efter sig; på Norra ishavet följer den exempelvis ofta isbjörnen på ett säkert avstånd och äter resterna av björnens måltider.

### Fortplantning

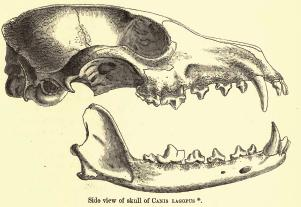
Kranium av Fjällräv.

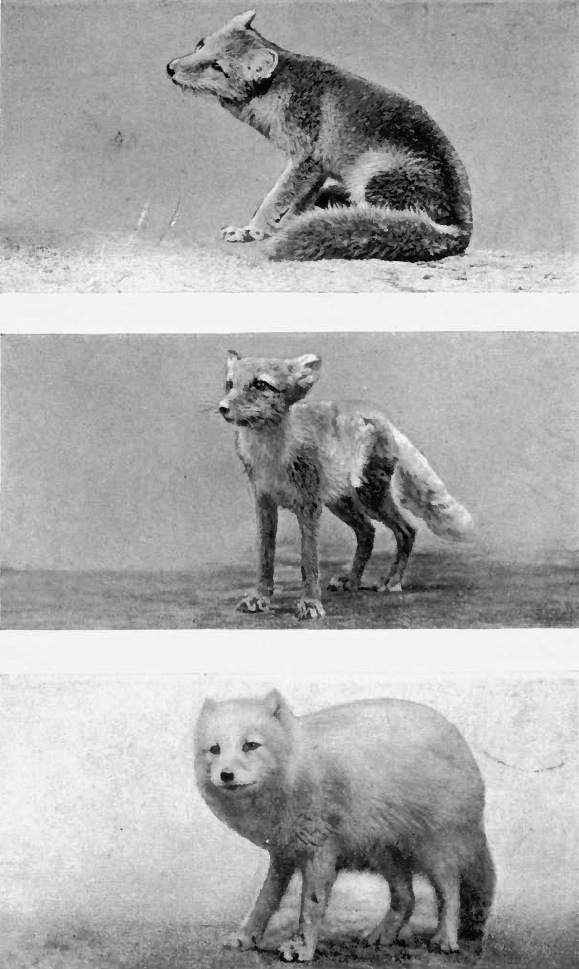

Fjällrävar bygger en lya i en kulle av sand eller lera. Om detta inte är möjligt tar de en liten bergsskreva istället. Boet är stort, i medeltal 277 m², och kan användas i hundratals år. Det kan ha flera ingångar, vanligtvis ett 40-tal upp till 150 (Curry-Lindahl anger 172 som maxantal).
Fjällräven parar sig i mars till maj, men endast goda gnagarår. I områden med riklig tillgång på föda, fortplantar den sig dock varje år. Kullstorleken är starkt beroende av tillgången på föda, med stora antal under så kallade lämmelår, men ligger vanligtvis mellan 5 och 10 ungar; goda år kan den gå upp till 25. Dräktigheten varar i 49–57 dagar. Det händer, när näringstillgången är mycket god, att en andra kull föds i juli till augusti.
Fjällräven blir könsmogen vid 9 månaders ålder, men parar sig i regel inte första gången förrän den är 1 till 2 år gammal. Den kan nå en ålder av 7–8 år.
Det förekommer att fjolårsungar stannar kvar och hjälper till med uppfödningen av nästa kull. Fjällräven lever med stor sannolikhet i livslånga parförhållanden, även om vissa experter begränsar sig till att konstatera att de är monogama under parningssäsongen.

## Hot och status
Fjällrävspäls har varit en eftertraktad vara, vilket genom historien lokalt har lett till intensiv jakt. I Sverige fridlystes arten 1928, men beståndet har trots det inte återhämtat sig.. I Norge fridlystes den 1930 och i Finland 1940 Den jagas fortfarande på Island, eftersom den betraktas som ett hot mot fårnäringen. Även på Svalbard jagas den, men varken där eller på Island förefaller den hotad, utan tycks snarast vara stadd i viss ökning.
Brist på föda, framförallt vid uteblivna lämmelår, har en negativ påverkan på kullstorlek samt överlevnad hos valpar.
Tidigare lades förgiftade beten ut till varg, något som anses ha bidragit till nedgången för fjällräv. Både kungsörn och rödräv (som har ökat i fjällområdena och hela Arktis) tar fjällräv, den senare är även en konkurrent om födan. Den minskande populationen har lett till inavel och genetisk utarmning, men även att par får svårt att hitta varandra.
Fjällräven är också hotad av rävskabb, som troligtvis har spritts med rödräv, och på sina håll rabies.
Beståndet i Skandinavien och på Island är ganska litet men i Nordamerika, Sibirien och på Grönland finns det fortfarande ett stort antal individer och fjällräven som art anses inte hotad. I Sverige och Norge är fjällräven upptagen på respektive lands förteckning av rödlistade arter som akut hotad. Fjällräven var nära att försvinna helt under slutet av 1990-talet i Skandinavien, och 2006 fanns det totalt cirka 120 individer i Skandinavien.

### Svenska Naturvårdsverkets åtgärdsprogram
För att försöka rädda arten i Sverige togs ett åtgärdsprogram fram av Naturvårdsverket 1998. Det har sedan förnyats 2005. Förutom informationsinhämtning och förmedling, är de åtgärder som vidtas följande:
- Stödutfodring
- Jakt på rödräv i särskilt drabbade områden
- Generellt jaktförbud i vissa områden för att hindra störningar (bland annat från hundar) och för att hindra avskjutning av föda (framför allt ripor)

I december 2021 rapporterade Sveriges Radio att dessa åtgärder, i kombination med några goda gnagarår och nytt genetiskt material från spontant inflyttade norska fjällrävar, lett till att den sammanlagda stammen i Sverige och Norge på 20 år ökat från 40–60 individer till upp till 470.
Man försöker också samordna åtgärderna tillsammans med Finland och Norge.